# Patellapis subvittata
Patellapis subvittata är en biart som först beskrevs av Cockerell 1937.  Patellapis subvittata ingår i släktet Patellapis och familjen vägbin. Inga underarter finns listade i Catalogue of Life.